# Jan Efraim
Jan Efraim též Efreim († 22. října 1600, Praha) byl biskupem Jednoty bratrské a jedním z překladatelů Bible kralické.
Roku 1572 se stal knězem, roku 1582 biskupem, roku 1594 sudím Jednoty. Působil jako správce sborů v Meziříčí pod Rožnovem, v Praze a v Boleslavi, kde byl i pohřben.